# Раковицкое кладбище
 Памятник культуры Малопольского воеводства: регистрационный номер А-584 от  7 июня 1976 года.

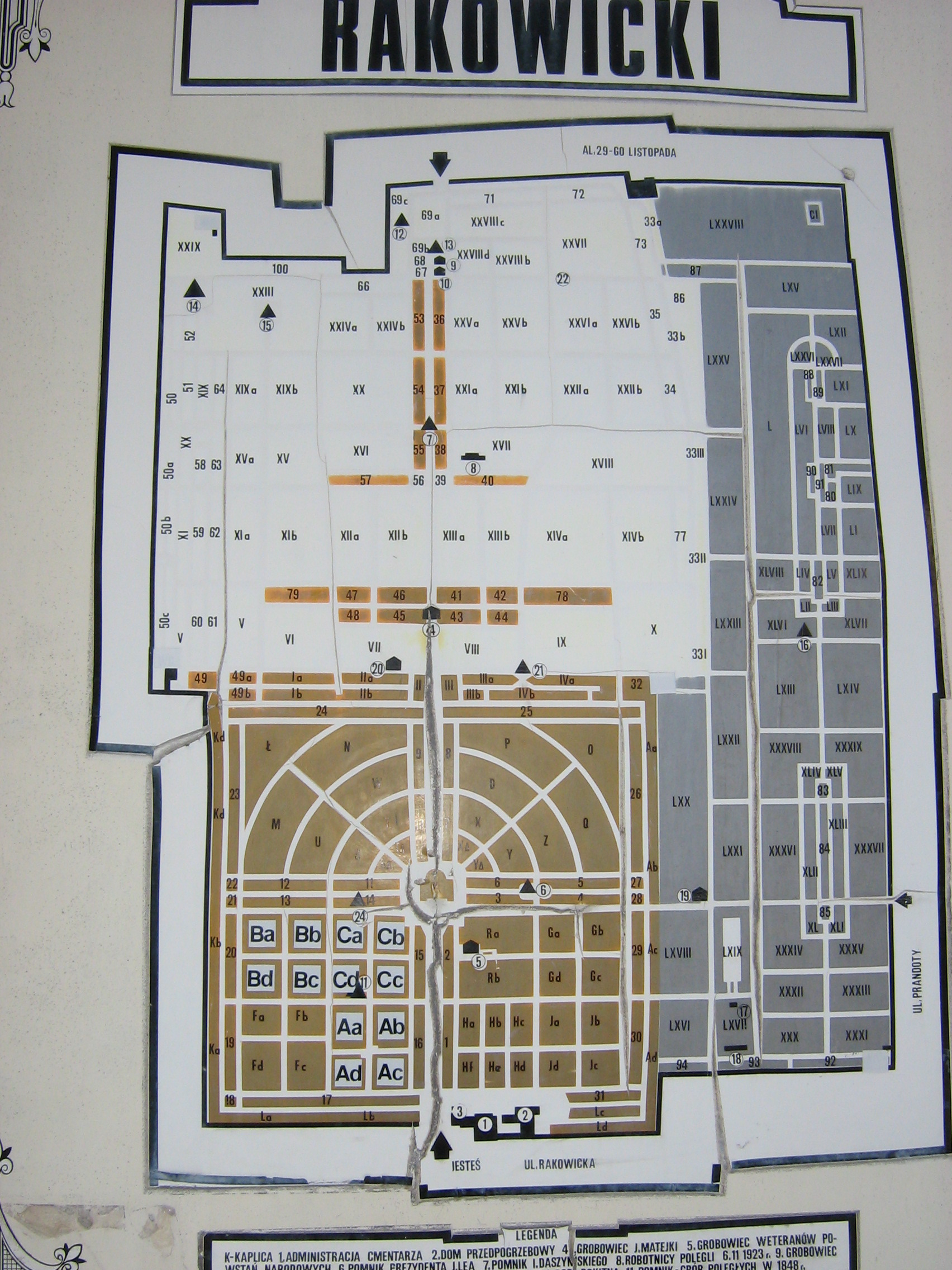
План Раковицкого кладбища

Раковицкое кладбище  (пол. Cmentarz Rakowicki) — кладбище, находящееся в Кракове, Польша. На Раковицком кладбище похоронены многочисленные представители военной, культурной и общественной интеллигенции Польши. Название кладбища происходит от близлежащей улицы Раковицкой.

## История
Раковицкое кладбище было основано в 1803 году. Территорию в 10 акров купили монахи из ордена кармелитов для организации кладбища в связи с запретом захоронения на кладбищах при костёлах, располагавшихся в пределах Кракова. Стоимость обустройства была оплачена муниципалитетом Кракова и близлежащих деревень. Первые похороны состоялись в январе 1803 года.
Раковицкое кладбище неоднократно расширялось. В 1836 году кармелиты докупили ещё 10 гектаров. В 1840 году кладбище было обнесено стеной. В 1863 году краковский муниципалитет выкупил землю у кармелитов и присоединил к кладбищу 5 гектаров, чтобы хоронить на новом участке жертвы эпидемии. Дальнейшее расширении произошло в 1866 году. На рубеже 1933 и 1934 годов кладбище расширилось к северу.
6 июня 1856 года было выдано разрешение на строительство кладбищенской часовни во имя Воскресения Христова, строительство которой завершилось 1861—1862 гг. В 1877 году было построено административное здание. В 1918 году на кладбище был выделен участок для отдельного воинского кладбища № 388. 
В годы советско-польской войны на кладбище были погребены умершие в польском плену красноармейцы. 
7 июня 1976 года кладбище было внесено в реестр памятников культуры Малопольского воеводства (№ А-584).
В 2014 году польские власти отказали Российскому военно-историческому обществу в праве установить на данном кладбище знак в память об умерших в польском плену красноармейцах.

## Историческая ценность кладбища
Кладбище является местом захоронения как обычных жителей Кракова, так и известных представителей польской интеллигенции. На нём захоронены польские писатели, музыканты, учёные, представители известных семей, борцов за независимость, политических и общественных деятелей, участники польских восстаний, жертвы мировых войн.
Кладбище имеет значительную историческую и художественную ценность. Некоторые надгробия созданы архитекторами Феофилом Жебравским, Славомиром Одживольским, скульпторами Тадеушем Блотницким, Вацлавом Шимановским и другими.

## Галерея

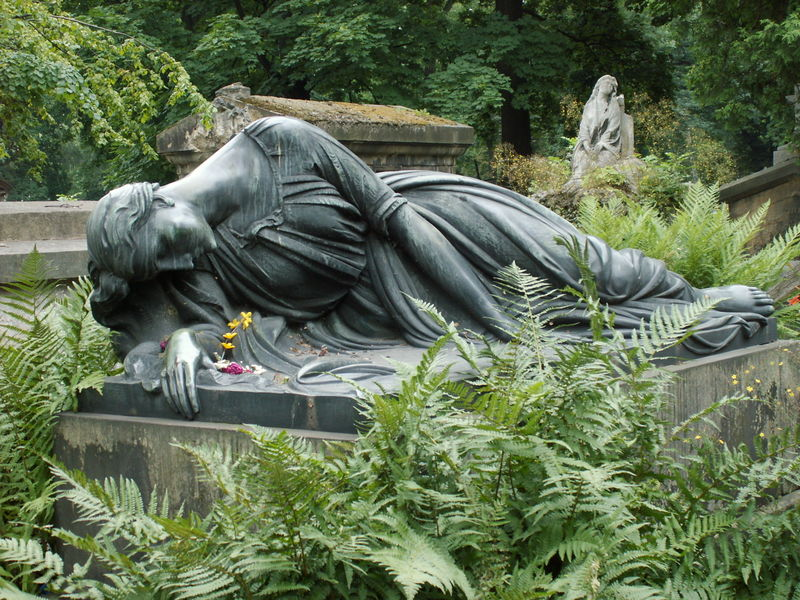
Надгробие
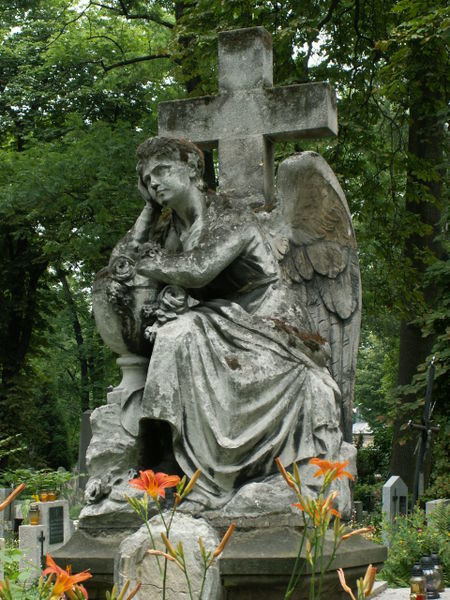
Надгробие
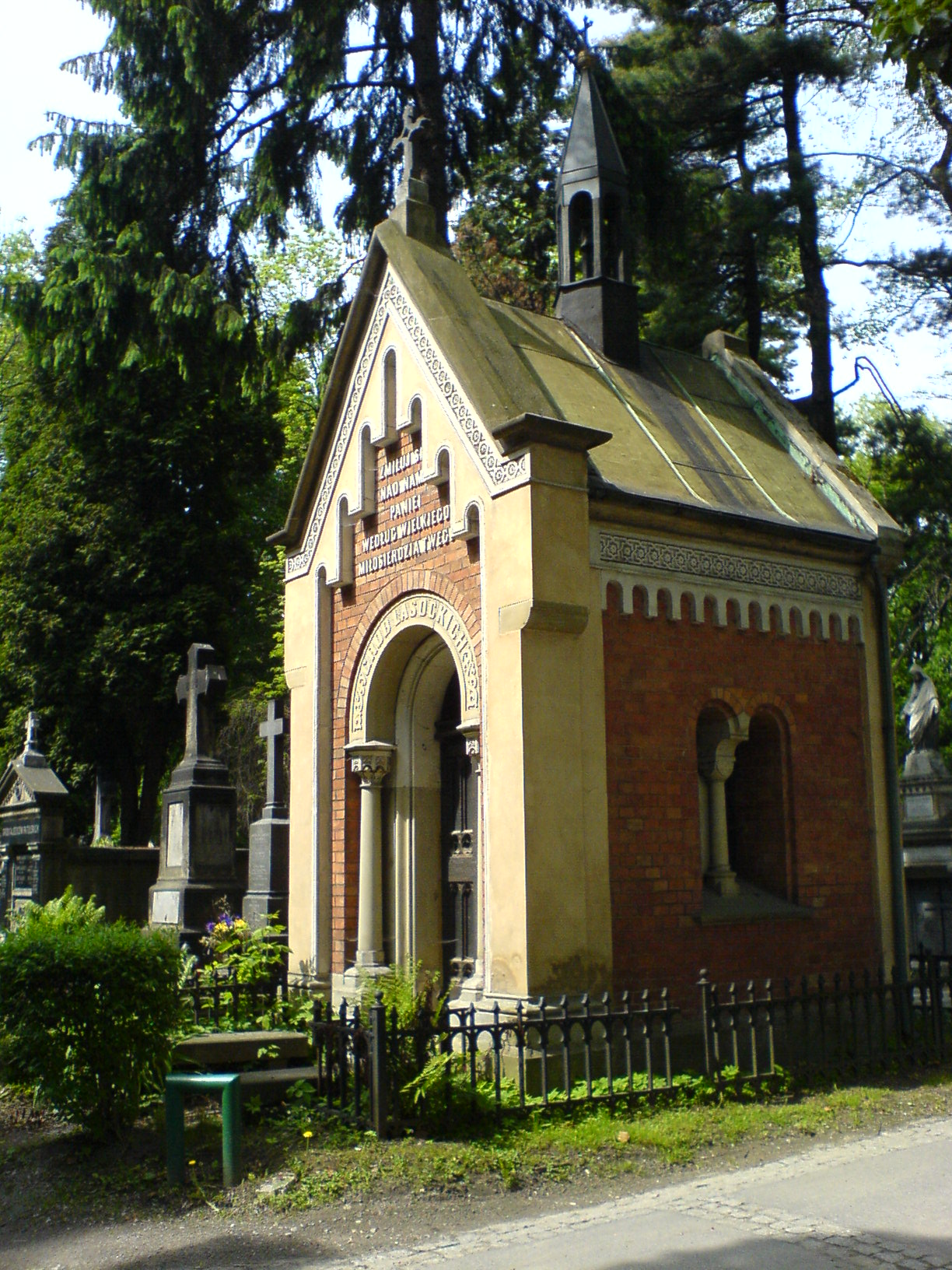
Фамильный склеп
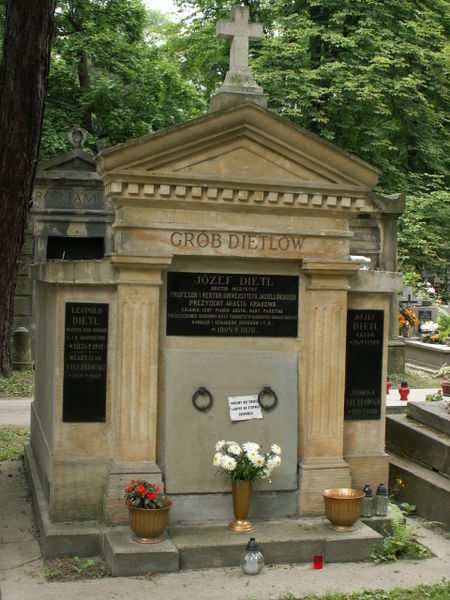
Фамильный склеп
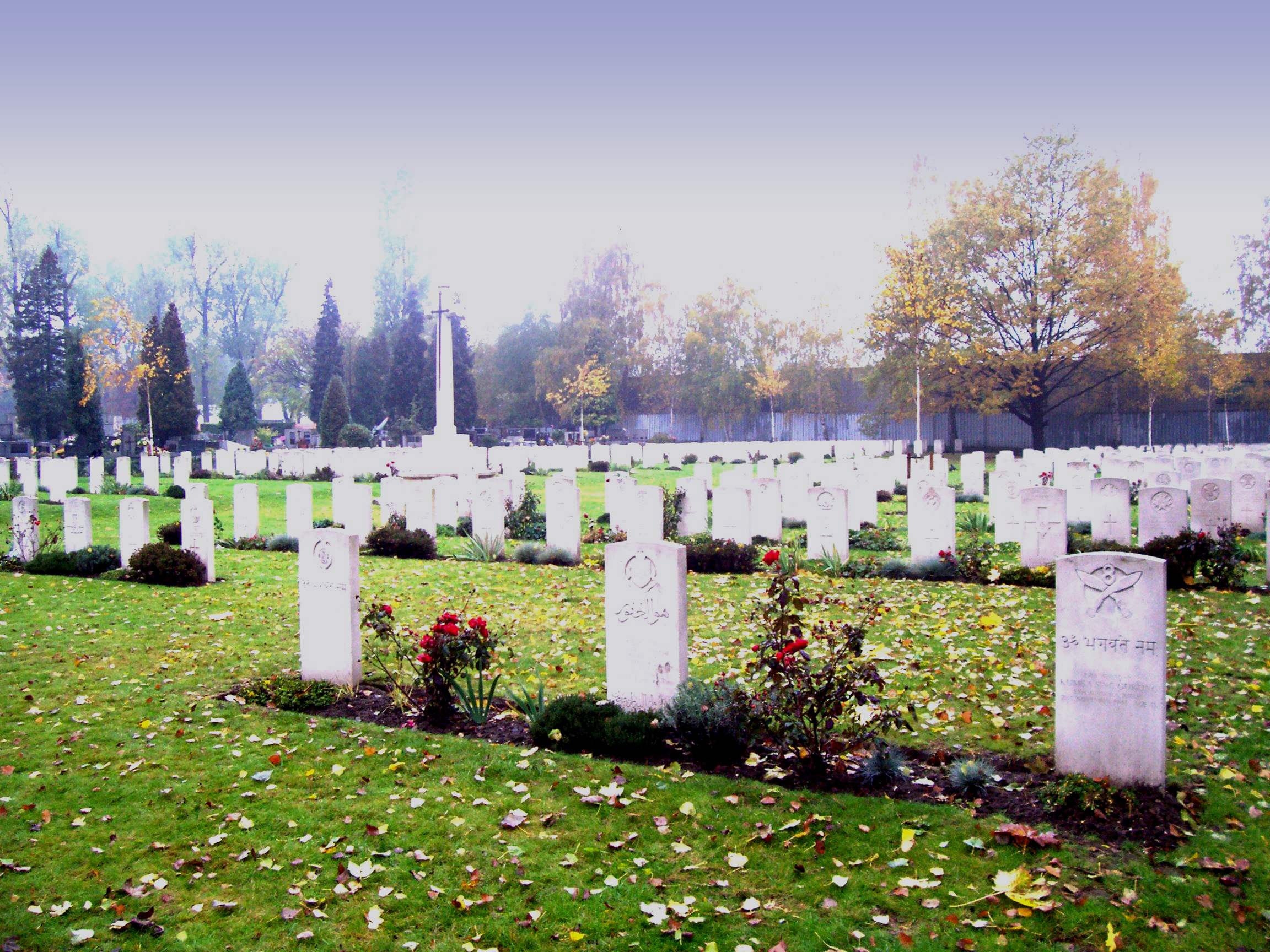
Участок погибших пилотов
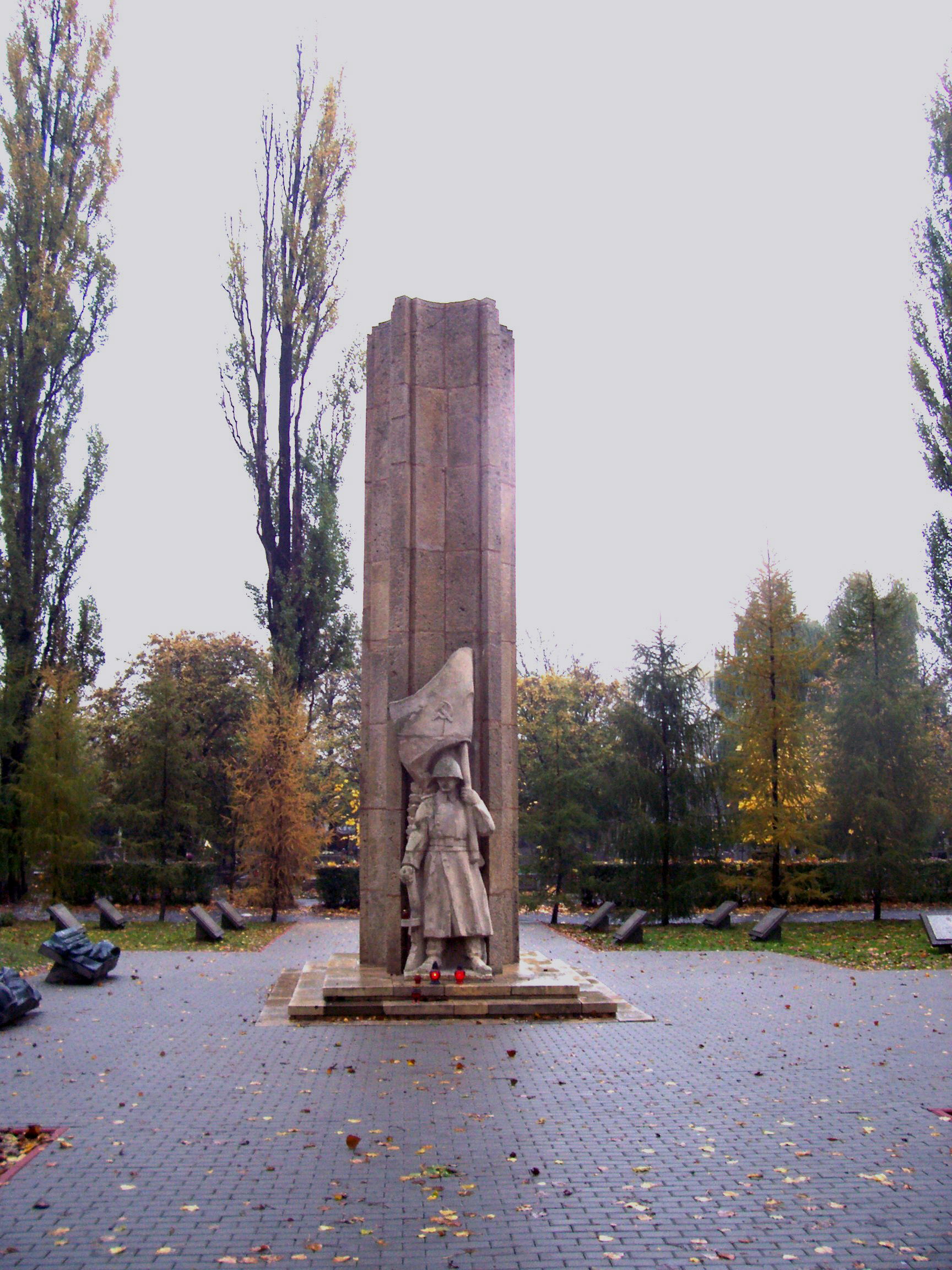
Памятник советским воинам, погибшим при освобождении Кракова
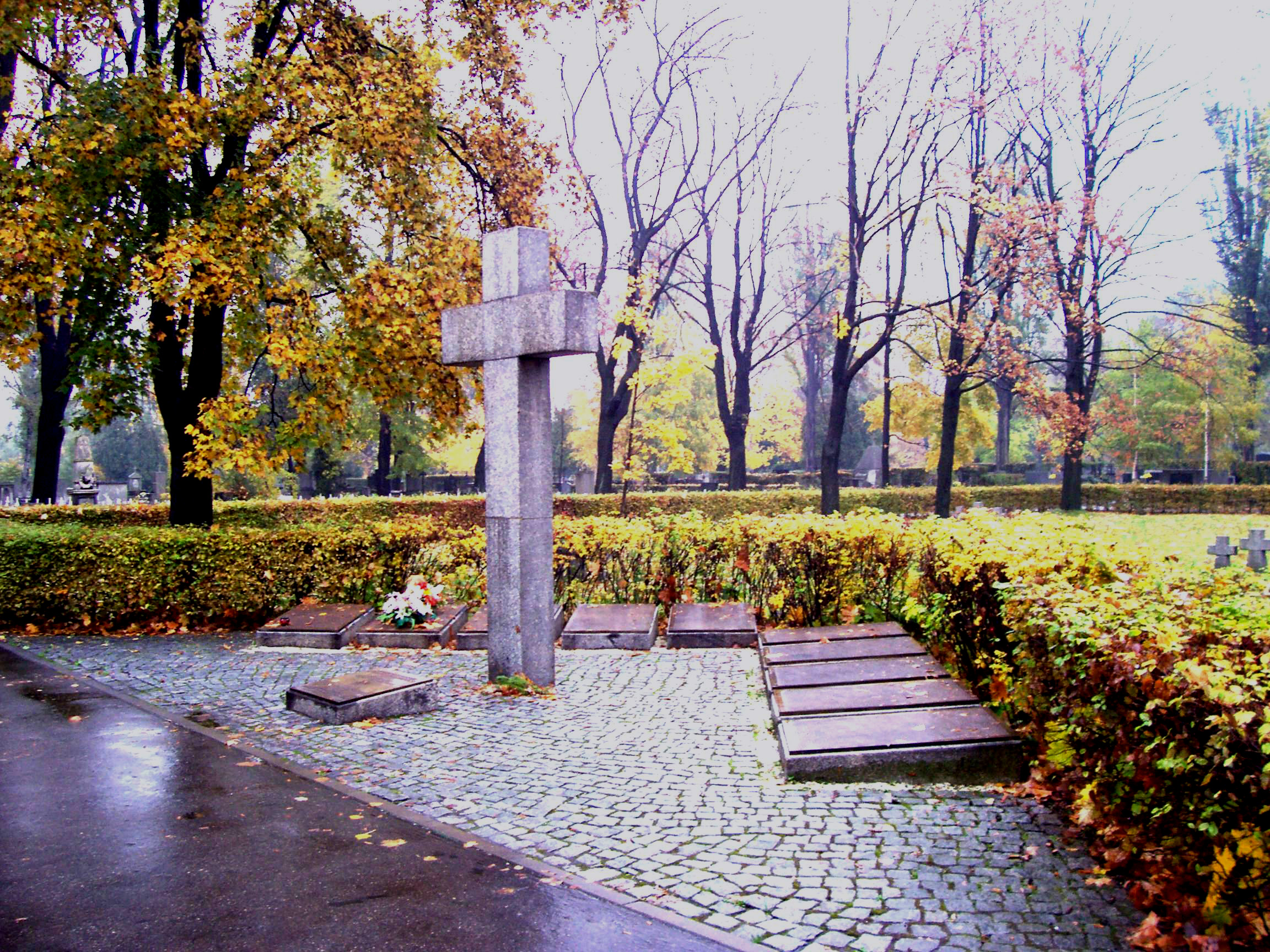
Участок немецким воинам из частей СС и Вермахта
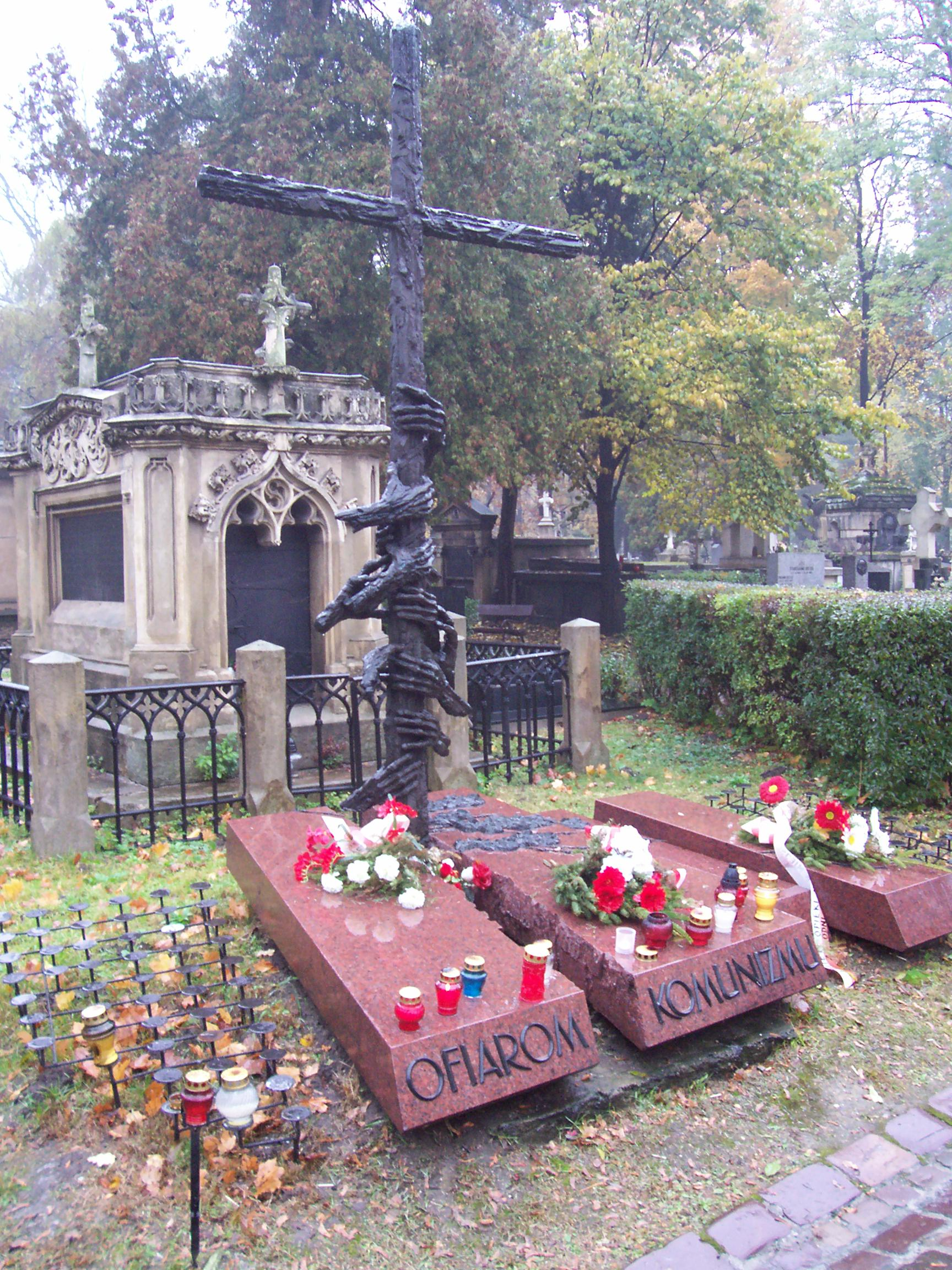
Памятник польским жертвам коммунизма
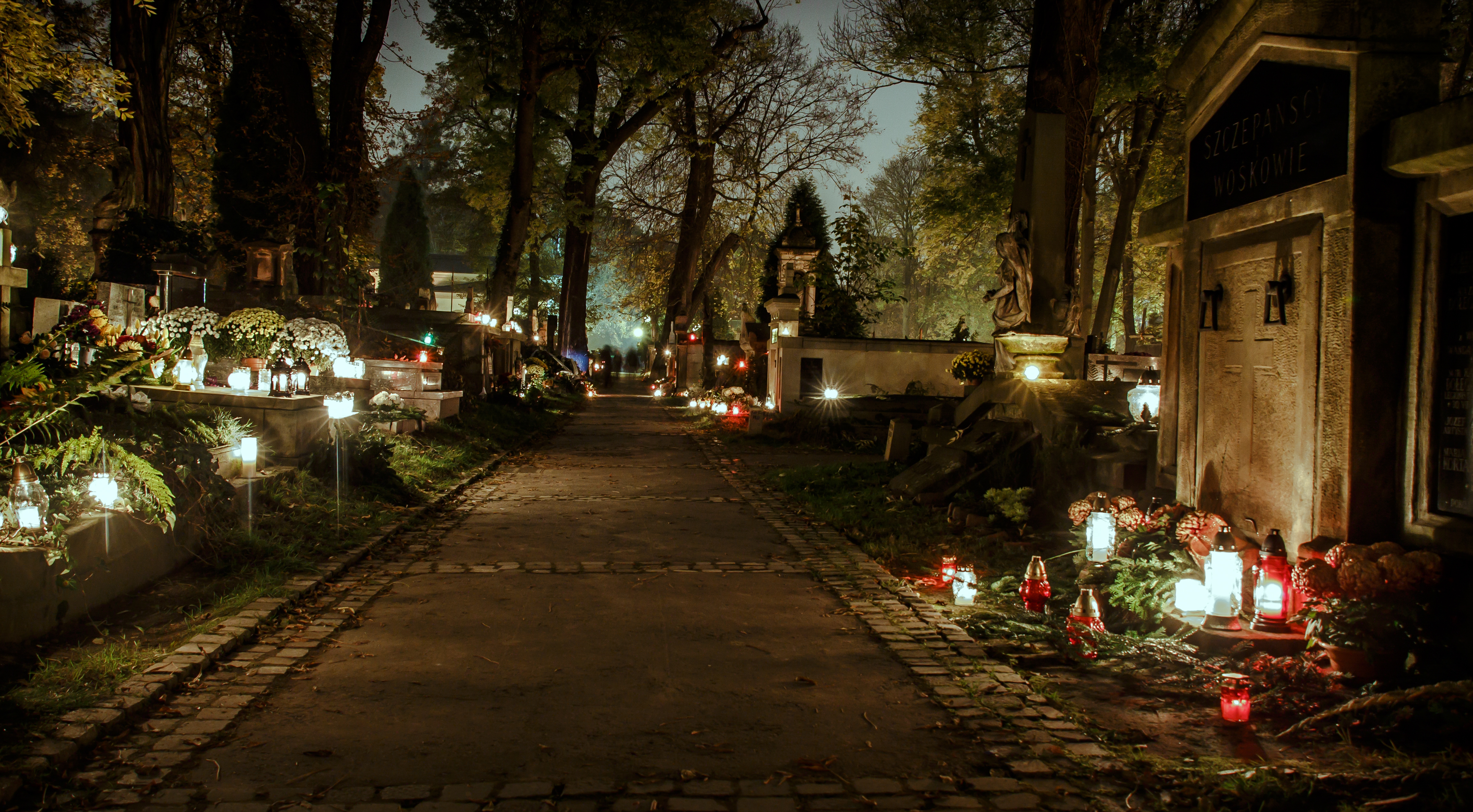
Кладбище в День Всех Святых